# Hilazon Tachtit

Le site de Hilazon Tachtit est à 10 km de celui de Hayonim, près de la côte, au centre.

Le site d’Hilazon Tachtit est un site funéraire du Natoufien tardif (environ 12000 ans avant notre époque), fouillé entre 1995 et 2008. Les archéologues y ont retrouvé les restes de 28 personnes inhumées selon les rites natoufiens particuliers. Ce site est exceptionnel de par une des tombes qui est interprétée comme celle d’une chamane. Il est sans équivalent ni dans la culture natoufienne ni pour l’ensemble du néolithique.

## Le site

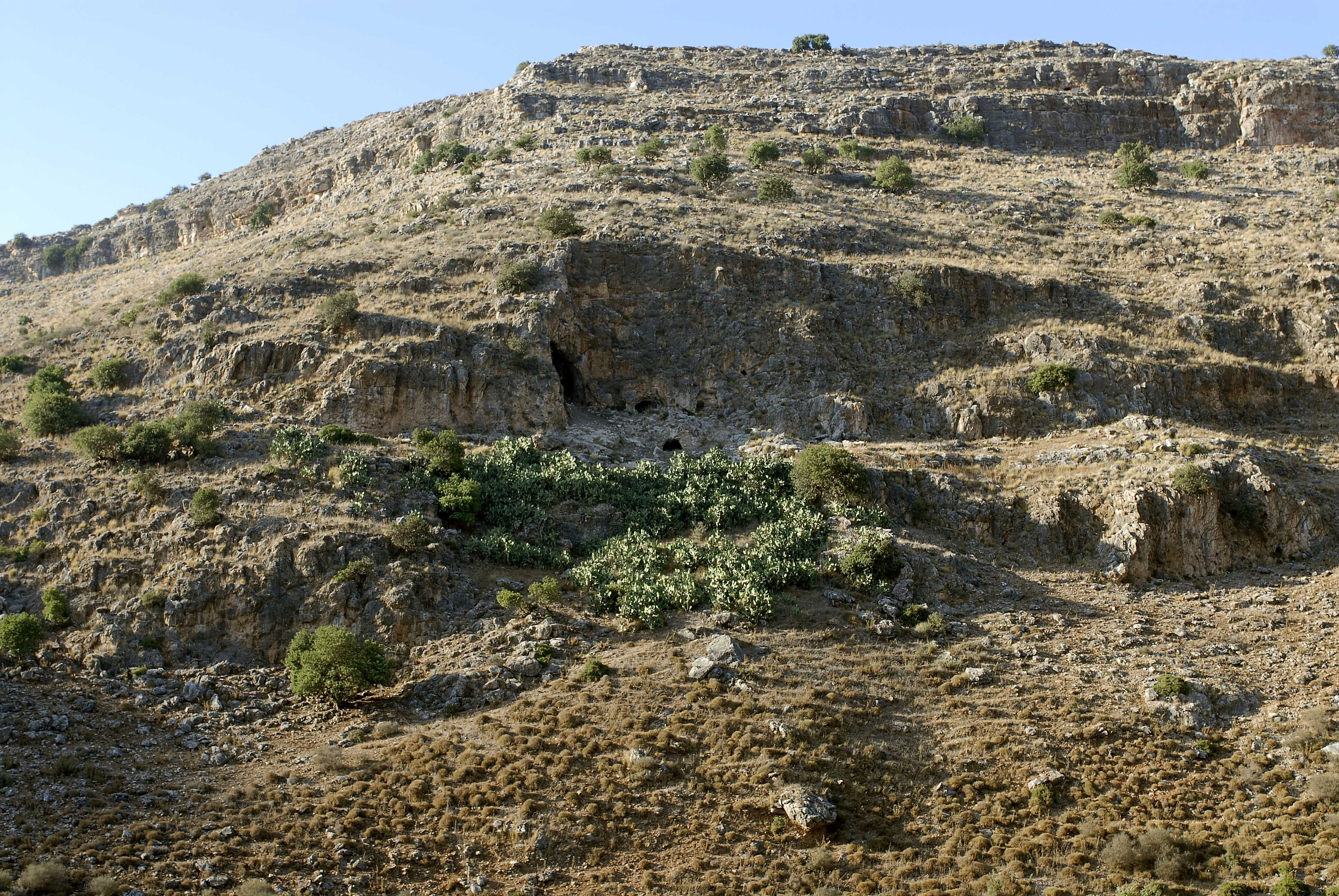
Entrée de la grotte.

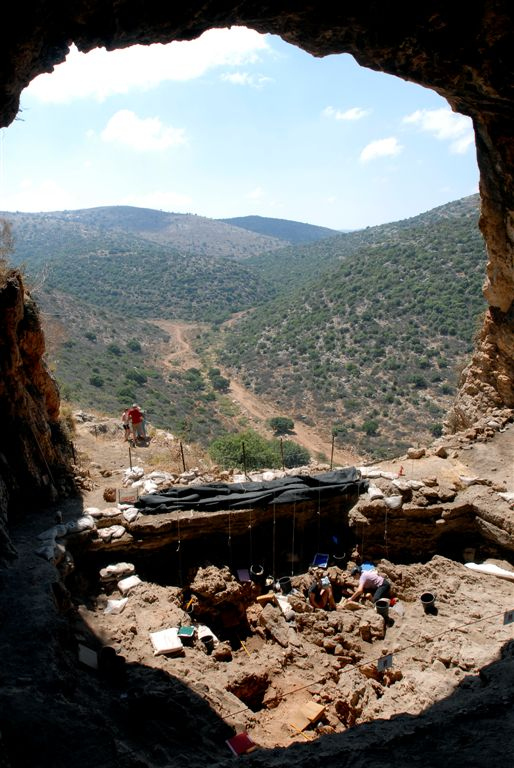
Les fouilles, et vue de la vallée et du Jabal al-Koumanneh.

Le site est une grotte, de formation karstique, située sur la rive nord de l’Hilazon, une petite rivière de Galilée. Elle est précédée d’une petite terrasse offrant une vue sur la vallée, les montagnes alentour et la mer Méditerranée (située à 14 km). La grotte s’ouvre à l’est. L’entrée de la grotte est à environ 120 ou 150 m de la rive nord de l’oued Al-Halazoun.
La grotte a été utilisée dans les derniers siècles pour abriter les troupeaux de petits ruminants pendant l’hivernage.

## Les fouilles
Le site est fouillé en huit campagnes de 1995 à 2008, Leore Grosman les dirigeant de 1997 à 2008.
Elles permettent de mettre au jour plusieurs fosses et trois tombes.

### Les fosses collectives
Trois fosses contiennent les squelettes incomplets de 25 personnes de tous âges. Ces fosses sont de taille réduite : elles ne dépassent pas le demi-mètre carré de superficie et sont profondes d’environ 80 cm. Les corps des personnes inhumées ici étaient d'abord enterrés entiers (enterrement primaire). Puis, après un certain temps, la fosse était rouverte, et les os longs et les crânes étaient séparés pour subir un enterrement secondaire à un autre endroit, pratique courante chez les Natoufiens,.

### Les inhumations individuelles
Deux structures d’environ 1 m de diamètre sont proches l’une de l’autre et aménagées avec des pierres. Une des deux fosses contient le corps d’un jeune adulte, dont le sexe n’a pu être déterminé, couché en position fléchie sur le côté droit, les mains devant le visage. Les os d’un nouveau-né reposent près de son bassin. Il est possible qu’il s’agisse d’une mère et de son enfant. Une  femme est inhumée entre les deux fosses, en surélévation. Ces deux corps sont restés entiers, on ne leur a jamais retiré les os longs ni le crâne.
À proximité ont été retrouvés un grand nombre d’ossements d’aurochs.

### La tombe de la chamane

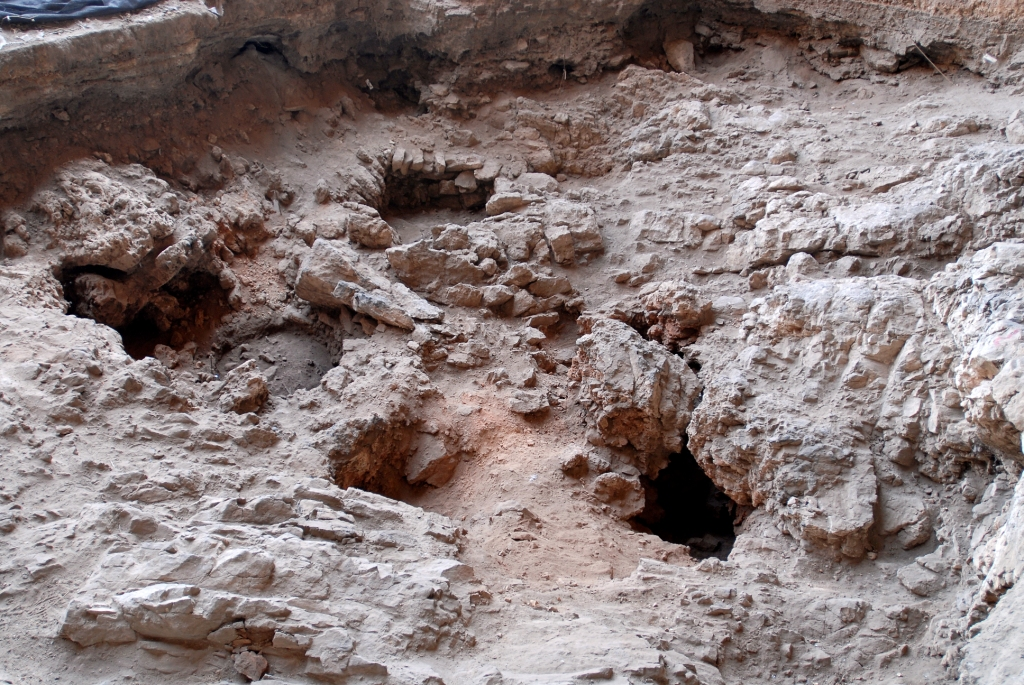
Les tombes.

La seconde tombe ovale est la plus remarquable, c’est à elle que le site doit sa célébrité. Les restes (complets) que les archéologues y ont retrouvés appartenaient à une femme âgée, dont le squelette présentait des déformations, d’origine congénitale et liées à l’âge. Elle était de petite taille (environ 1,5 m), âgée de 45 ans à 50 ans. Son squelette est marqué par les ostéophytes et l’arthrose, elle a les dents très usées ; congénitalement, son coccyx et son sacrum ont fusionné, ses vertèbres lombaires et sacrales sont déformées. Autant sa posture debout que sa démarche en étaient fortement affectées.
La tombe bénéficie d’aménagements spéciaux. Creusée dans la brèche sur un mètre de profondeur, elle est scellée par une dalle, taillée spécialement pour cette tombe, qui a demandé un investissement collectif important (dimensions : 40 x 75 cm). Les parois de la tombe sont dressées en pierre ; le fond de la tombe et ses parois ont été recouverts d’un enduit argileux. Des dalles sont posées au sol, le long des parois. Elle est inhumée dans une position inhabituelle : couchée sur le côté gauche, sa tête, son dos, son bassin et sa cuisse suivent la courbe de la fosse ; ses jambes sont écartées, les jambes repliées sous les cuisses. Au moins dix grosses pierres étaient posées sur son corps : la tête, les bras, le bassin étaient ainsi immobilisés.
Le mobilier funéraire associé à la tombe est exceptionnel. On a retrouvé les carapaces de 90 tortues,, ainsi que de nombreux ossements d’autres animaux. Une queue entière d’auroch ; une fouine complète et un crâne de la même espèce ; le bassin d’un léopard, ce qui est un ossement très rare chez les Natoufiens ; la patte avant d’un sanglier, aligné avec l’humérus gauche de la femme ; l’extrémité de l’aile d’un aigle doré, là où les plumes sont les plus grandes et les plus colorées ; 3 coques placées sous le bassin de la femme ; le noyau d’une corne de gazelle mâle, à l’usage spirituel connu chez les Natoufiens ; un bol de basalte, posé près de la jambe gauche ; un morceau d’ocre rouge ; un morceau de craie. Un os pointu est posé perpendiculairement à son tibia gauche.
Près de la jambe gauche de la chamane, se trouvait un pied humain, entier, provenant d’un adulte plus grand que la chamane. Le bol, taillé dans du basalte vésiculaire, a un diamètre de 11 cm et ses parois sont épaisses de 2,5 cm ; il a été fabriqué en étant meulé. Il a servi à mélanger de la cendre ou de la chaux à de l’eau, mélange dont on sait qu’il peut être utilisé dans des rites de purification. Avant d’être déposé dans la tombe, il a été volontairement brisé par cinq coups violents.
À proximité immédiate de la tombe, on a retrouvé une grande quantité d’ossements de gazelle et de carapaces de tortues vides.

## Interprétation
Les tombes sont datés du Natoufien tardif, entre 12400 et 12000 ans avant notre époque. Il s’agit du premier exemple connu d’une grotte utilisée comme site funéraire par les Natoufiens.
L’ensemble des découvertes faites autour de la tombe interprétée comme celle d’une chamane signale une personne au statut exceptionnel. Bien qu’il n’y ait pas de rite standard pour inhumer un chaman, sa tombe est toujours différente de celles de la communauté auquel il appartient. La présence de parties de corps d’animaux peut s’expliquer par l’hypothèse que la chamane était en lien avec les esprits de ces animaux. Les pierres placées sur le corps sont là soit pour qu’il garde la même position, soit pour le maintenir dans la tombe et qu’il ne sorte pas.
Les carapaces de tortues retrouvées dans sa tombe avaient toutes le plastron brisé d’un coup de percuteur au milieu, puis détaché de la carapace. Si certaines ont été consommées lors du festin funéraire, au moins une trentaine ont été placées entières dans la tombe de la chamane. Même si les tortues ont pu être chassées sur une longue période de temps et enfermées en attendant la cérémonie, cela représente un investissement en temps important pour une petite communauté, sachant aussi que la tortue est un animal solitaire. Il a aussi été prouvé que tous les dépôts présents dans la tombe de la chamane ont été faits avant qu’elle soit enterrée. Les restes présents dans une fosse près de sa tombe proviennent probablement d’un festin funéraire, abondant, qui s’est tenu au moment de ses funérailles : les tortues, des bœufs sauvages, et de nombreux autres aliments.
La disposition des fragments animaux n’a pas été faite au hasard, et peut résulter de rites chamaniques. Ainsi, la patte avant d’un sanglier est à proximité de son bras, comme pour lui donner de la force. Le bassin du léopard, animal souple et agile, est déposé à proximité de son bassin, comme pour lui donner l’agilité qu’elle n’avait pas ; l’extrémité de l’aile d’un aigle permet à son âme de monter au ciel ; la queue de l’auroch peut servir à chasser et à attirer les esprits ; les tortues sont le symbole du passage du monde obscur à celui de la lumière, et vice-versa. Le pied humain peut être là pour que la chamane dispose de deux pieds valides après sa mort.
Les archéologues ayant fouillé la grotte ont pu établir qu’elle n’avait pas été utilisée avant l’inhumation de la chamane : c’est la présence de cette tombe qui explique que le site soit devenu un lieu d’inhumation. Les restes découverts à proximité des tombes permettent de savoir que la grotte était utilisée pour des opérations de découpe du produit de la chasse, fabriquer des outils, préparer des repas, toujours en lien avec des rites funéraires,. Ces rites étaient assez fréquents, et ont été répétés pendant une longue période, ce qui permet de considérer que le site est devenu un lieu sacré d’une certaine importance, les funérailles de la chamane constituant l’évènement fondateur du site, les autres inhumations et la répétition des rites instituant une tradition locale. Les os d’aurochs autour de la deuxième tombe individuelle peuvent être la trace d’un festin funéraire.
Ces rites témoignent selon les archéologues de la complexification croissante de la société natoufienne, et de l’enrichissement de leur mode de vie, les changements idéologiques accompagnant les changements socio-économiques.
Par ailleurs, cette tombe constitue l’une des plus anciennes tombes de chamane connues dans l’histoire de l’humanité : quelques caractéristiques des rituels pratiqués à Hilazon Tachtit sont devenus centrales dans nombre de cultures humaines.